# چبنلی
چبنلی (به لاتین: Chebenli) یک منطقهٔ مسکونی در روسیه است که در باشقیرستان واقع شده‌است.